# Valentin Pantea
Valentin Pantea (n. Arieșu de Pădure, Maramureș – d. 1978, Arieșu de Pădure, Maramureș) a fost un preot român și delegat la Marea Adunare Națională de la Alba Iulia din 1 decembrie 1918.

## Date biografice
Profesia sa de bază, până la 1918, a fost aceea de preot. În Noiembrie 1918 a fost ales președinte al Consiliului Național Român din localitatea Satulung pentru Marea Adunare Națională de la 1 decembrie 1918, a fost prezent ca delegat titular al cercului electoral Șomcuta Mare.